# UFC 27
UUFC 27: Ultimate Bad boyz è stato un evento di arti marziali miste tenuto dalla Ultimate Fighting Championship il 22 settembre 2000 alla Lakefront Arena di New Orleans, Stati Uniti.

## Risultati

### Card preliminare
- Incontro categoria Pesi Leggeri:  Brad Gumm contro  CJ Fernandes

L'incontro tra Gumm e Fernandes terminò in parità.
- Incontro categoria Pesi Massimi:  Jeff Monson contro  Tim Lajcik

Monson sconfisse Lajcik per decisione unanime.

### Card principale
- Incontro categoria Pesi Massimi:  Ian Freeman contro  Tedd Williams

Freeman sconfisse Williams per decisione unanime.
- Incontro categoria Pesi Medi:  Yuki Kondo contro  Alexandre Dantas

Kondo sconfisse Dantas per KO Tecnico (colpi) a 2:28 del terzo round.
- Incontro categoria Pesi Leggeri:  Fabiano Iha contro  LaVerne Clark

Iha sconfisse Clark per sottomissione (armbar) a 1:10 del primo round.
- Incontro categoria Pesi Medi:  Jeremy Horn contro  Eugene Jackson

Horn sconfisse Jackson per sottomissione (armbar) a 4:32 del primo round.
- Incontro categoria Pesi Massimi:  Maurice Smith contro  Bobby Hoffman

Smith sconfisse Hoffman per decisione di maggioranza.
- Incontro categoria Pesi Massimi:  Pedro Rizzo contro  Dan Severn

Rizzo sconfisse Severn per KO Tecnico (calci alle gambe) a 1:33 del primo round.